# Середжака (район)
Середжака — район зоби (провінції) Маекел, що в Еритреї. Столиця — місто Середжака.